# LARES (compagnie aérienne)
LARES (Lignes aériennes roumaines exploitées par l'Etat, en roumain : Liniile Aeriene Române Exploatate de Stat) était la compagnie aérienne nationale de Roumanie entre 1930 et 1937. Entre 1937 et 1946 elle s'appelait (Lignes aériennes roumaines exploitées avec l'Etat, en roumain : Liniile Aeriene Române Exploatate cu Statul).